# کلسو، نیو ساوت ولز
کلسو (به انگلیسی: Kelso) یک شهرک در استرالیا است که در نیو ساوت ولز واقع شده‌است.